# Mark Edmondson
Mark Edmondson (ur. 24 czerwca 1954 w Gosford) – australijski tenisista, zwycięzca Australian Open w grze pojedynczej i pięciu turniejów wielkoszlemowych w grze podwójnej, zdobywca Pucharu Davisa.

## Kariera zawodowa
Praworęczny zawodnik treningi tenisowe rozpoczął jako 10-latek, osiągając szereg sukcesów jako junior, pod opieką trenera Charliego Hollisa. Zdobył m.in. mistrzostwo Nowej Południowej Walii juniorów w 1972. Po wejściu w wiek seniorski początkowo nie spełniał oczekiwań, a w rankingu światowym figurował poza miejscem dwusetnym. W swoim debiucie w Australian Open w 1974 uległ w I rundzie rodakowi Johnowi Alexandrowi.
Niespodziewanym przełomem w karierze Edmondsona okazał się turniej Australian Open 1976 (rozpoczęty w ostatnich dniach grudnia 1975). Australijczyk, nierozstawiony i niemal nieznany, przystąpił do imprezy jako 212. rakieta świata. Dalszych sukcesów nie zwiastował trudny mecz w I rundzie, kiedy Austriak Peter Feigl prowadził już 2:1 w setach. Edmondson zdołał jednak wygrać, podobnie jak w kolejnych rundach z Amerykaninem Philem Dentem i Nowozelandczykiem Brianem Fairlie. Od ćwierćfinału jego rywalami byli już tylko rodacy – najpierw Dick Crealy (jedyny rywal, na którego wystarczyły Edmondsonowi trzy sety), a następnie weterani Ken Rosewall i w finale, rozgrywanym w trudnych warunkach (duży wiatr, upał), John Newcombe. Tym samym Edmondson zapisał się w historii Australian Open jako pierwszy nierozstawiony triumfator. Był również najniżej sklasyfikowanym zwycięzcą imprezy wielkoszlemowej w erze „open”. Pozostaje zarazem od ponad 30 lat ostatnim reprezentantem gospodarzy, któremu udało się wygrać Australian Open, mimo iż Australijczycy doczekali się m.in. mistrzów Wimbledonu (Pat Cash, Lleyton Hewitt) czy US Open (Patrick Rafter, Hewitt).
Triumf wielkoszlemowy nie dał Edmondsonowi stałej przepustki do czołówki światowej. Wprawdzie dalszą część sezonu 1976 miał dość udaną (wygrana w Brisbane, ćwierćfinał Rzymie), ale już w pozostałych imprezach wielkoszlemowych startował bez sukcesów. Na kolejną wygraną turniejową czekał do 1978 (ponownie Brisbane). W obronie tytułu na Australian Open 1977 uległ w ćwierćfinale 42-letniemu Rosewallowi. Również na ćwierćfinale zakończył swój start w australijskim turnieju wielkoszlemowym w 1979, tym razem ulegając po dramatycznym meczu rodakowi Colinowi Dibleyowi, znanemu głównie z silnego podania (Edmondson nie wykorzystał w czwartym secie piłek meczowych i zdenerwowany połamał rakietę). W 1981 udało mu się dotrzeć do półfinału Australian Open, pokonał m.in. swoich rodaków Casha i McNamarę, a musiał uznać wyższość Amerykanina Johana Krieka.
W innych turniejach Wielkiego Szlema startował zazwyczaj bez sukcesów. Na French Open jego największym osiągnięciem okazała się II runda w 1977, w US Open dwa razy był w III rundzie (1977, 1981). Jedynie na Wimbledonie był raz w półfinale, kiedy w 1982 pokonał w ćwierćfinale Vitasa Gerulaitisa (w półfinale zdecydowanie uległ Connorsowi). Rok wcześniej wyeliminował z Wimbledonu Guillermo Vilasa.
W 1981 poza półfinałem Australian Open wygrał trzy mniejsze turnieje i w dalszych trzech dochodził do finału. Dzięki temu w maju 1982 sklasyfikowano go na 15. miejscu rankingu światowego, najwyższym w karierze. Łącznie wygrał sześć imprez w singlu i w sześciu przegrywał mecze finałowe. W zawodowych rozgrywkach pięć razy spotykał się z Wojciechem Fibakiem, z czego cztery razy przegrał. Fibak pokonał rywala m.in. w II rundzie French Open 1977, a także w I rundzie Wimbledonu 1980, kiedy to Edmondson nie wykorzystał prowadzenia 7:5, 4:6, 6:3, 5:1 i trzech piłek meczowych (Fibak wygrał ostatecznie 5:7, 6:4, 3:6, 7:6, 10:8). W 1977 w II rundzie Wimbledonu Edmondson musiał uznać wyższość Szweda Björna Borga, mimo prowadzenia 2:0 w setach (6:3, 9:7, 2:6, 4:6, 1:6).
Edmondson przebił się do ścisłej czołówki światowej w grze podwójnej. Wygrał łącznie 34 turnieje (również w 34 przegrywał w finałach), w tym 5 wielkoszlemowych. Skuteczny był przede wszystkim w Australian Open – cztery zwycięstwa (dwukrotnie w parze z Kimem Warwickiem, raz z Paulem McNamee, raz z Sherwoodem Stewartem) i jeden finał (z Warwickiem). Ponadto wygrał French Open w 1985 (z Warwickiem) i był finalistą tegoż turnieju w 1983 (ze Stewartem). Na US Open jeden raz osiągnął półfinał (1978, z Johnem Marksem), na Wimbledonie był trzykrotnie w ćwierćfinale (1978 z Marksem, 1982 z Warwickiem, 1984 ze Stewartem). W 1980 z rodaczką Dianne Fromholtz był w finale gry mieszanej Wimbledonu, nieznacznie przegrywając z amerykańskim rodzeństwem Johnem i Tracy Austin (6:4, 6:7, 3:6). W czerwcu 1984 Edmondson sklasyfikowany został jako trzecia rakieta świata w rankingu deblistów. Jego zawodowe zarobki, zarówno singlowe, jak i deblowe, wyniosły niemal półtora miliona dolarów.
W latach 1977–1985 bronił barw narodowych w Pucharze Davisa. Kilkakrotnie miał udział w awansie do półfinału Grupy Światowej, by wreszcie w 1982 doczekać się końcowego zwycięstwa reprezentacji. Dołożył razem z Paulem McNamee cenny punkt deblowy do finałowego sukcesu 3:2 nad Szwedami. W zespole narodowym skuteczny był zwłaszcza jako deblista (osiem zwycięstw i trzy porażki), ale pozytywny bilans ma także w grze pojedynczej (jedenaście wygranych, siedem porażek). Od 1983, z wyjątkiem spotkania w tymże roku z Rumunią, występował jedynie w deblu.
Mark Edmondson specjalizował się w grze na kortach trawiastych, dysponując dużym zasięgiem ramion akcje rozwiązywał schematem „serwis-wolej”. Obdarzony charakterystycznymi wąsami, o przydomku „Eddo”, znany był także z prowadzenia wspólnie z partnerem deblowym Warwickiem baru w Melbourne, gdzie fundowano widzom napoje na koszt firmy w czasie transmisji tenisowych pojedynków współwłaścicieli. W 2007 ostatni krajowy triumfator Australian Open został uhonorowany miejscem w Galerii Sławy Australijskiego Tenisa.

## Osiągnięcia w turniejachwielkoszlemowych
- Australian Open
  - gra pojedyncza – wygrana 1976
  - gra podwójna – wygrane 1980, 1981 (obie z Kimem Warwickiem), 1983 (z Paulem McNamee), 1984 (z Sherwoodem Stewartem), finał 1985 (z Kimem Warwickiem)
- French Open
  - gra podwójna – wygrana 1985 (z Kimem Warwickiem), finał 1983 (z Sherwoodem Stewartem)
- Wimbledon
  - gra mieszana – finał 1980 (z Dianne Fromholtz)

## Finały singlowe w turniejach wielkoszlemowych
- Australian Open 1976 – 6:7, 6:3, 7:6, 6:1 z Johnem Newcombe’m